# Eastern League (baseball)
Pour les articles homonymes, voir Eastern League.
L'Eastern League est une ligue mineure de baseball composée d'équipes situées au nord-est des États-Unis. Elle est classée au niveau AA, soit deux niveaux en dessous de la Ligue majeure de baseball. Chaque équipe est affiliée avec une franchise de Ligue majeure, permettant le développement de joueurs avant leur arrivée au plus haut niveau.

## Histoire
Cette ligue est fondée en 1923 sous le nom de New York-Pennsylvania League. Dans le système de classification des ligues mineures, la ligue est de Class B (3e niveau) de 1923 à 1932, puis Class A (3e niveau) jusqu'en 1937. À la suite du déménagement de deux franchises hors des frontières des deux états d'origine de la ligue, cette dernière change de nom en 1938 et devient l'Eastern League. En 1963, le système de classification est révisé et la ligue est classée au niveau 'AA'. Depuis la création de la ligue, douze États américains et deux provinces canadiennes ont hébergé des franchises de cette ligue. En 1999, la ligue acquiert son format actuel avec 12 équipes et deux divisions.
Une finale détermine le champion depuis la saison 1934. Avant cette date, l'équipe première à l'issue de la saison régulière était sacrée.
En 2007, les 852 matches de la saison ont été suivis par 3 944 195 spectateurs, soit 4 629 spectateurs en moyenne par rencontre.

## Équipes de la saison 2022
| Division  | Franchise                    | Ville                | État          | Stade (capacité)                       | Affilié à (depuis)              |
| --------- | ---------------------------- | -------------------- | ------------- | -------------------------------------- | ------------------------------- |
| Northeast | Rumble Ponies de Binghamton  | Binghamton           | New York      | Mirabito Stadium (6 012)               | Mets de New York (1991)         |
| Northeast | Yard Goats de Hartford       | Hartford             | Connecticut   | Dunkin' Donuts Park (6 121)            | Rockies du Colorado (2015)      |
| Northeast | Fisher Cats du New Hampshire | Manchester           | New Hampshire | Northeast Delta Dental Stadium (6 500) | Blue Jays de Toronto (2003)     |
| Northeast | Sea Dogs de Portland         | Portland             | Maine         | Hadlock Field (7 368)                  | Red Sox de Boston (2003)        |
| Northeast | Fightin Phils de Reading     | Reading              | Pennsylvanie  | FirstEnergy Stadium (9 000)            | Phillies de Philadelphie (1967) |
| Northeast | Patriots de Somerset         | Bridgewater Township | New Jersey    | TD Bank Ballpark (6 100)               | Yankees de New York (2021)      |
| Southwest | RubberDucks d'Akron          | Akron                | Ohio          | Canal Park (7 630)                     | Indians de Cleveland (2014)     |
| Southwest | Curve d'Altoona              | Altoona              | Pennsylvanie  | Peoples Natural Gas Field (7 210)      | Pirates de Pittsburgh (1999)    |
| Southwest | Baysox de Bowie              | Bowie                | Maryland      | Prince George's Stadium (10 000)       | Orioles de Baltimore (1989)     |
| Southwest | SeaWolves d'Érié             | Érié                 | Pennsylvanie  | UPMC Park (6 000)                      | Tigers de Détroit (2001)        |
| Southwest | Senators de Harrisburg       | Harrisburg           | Pennsylvanie  | FNB Field (6 187)                      | Nationals de Washington (2005)  |
| Southwest | Flying Squirrels de Richmond | Richmond             | Virginie      | The Diamond (9 560)                    | Giants de San Francisco (2010)  |

## Palmarès
| - 1923 Billies de Williamsport - 1924 Grays de Williamsport - 1925 White Roses de York et Grays de Williamsport¹ - 1926 Miners de Scranton - 1927 Senators de Harrisburg - 1928 Senators de Harrisburg - 1929 Triplets de Binghamton - 1930 Barons de Wilkes-Barre - 1931 Senators de Harrisburg - 1932 Barons de Wilkes-Barre - 1933 Triplets de Binghamton - 1934 Grays de Williamsport - 1935 Triplets de Binghamton - 1936 Miners de Scranton - 1937 Colonels d'Elmira - 1938 Pioneers d'Elmira - 1939 Miners de Scranton - 1940 Triplets de Binghamton - 1941 Pioneers d'Elmira - 1942 Red Sox de Scranton - 1943 Pioneers d'Elmira - 1944 Triplets de Binghamton - 1945 Albany - 1946 Scranton - 1947 Utica - 1948 Scranton - 1949 Triplets de Binghamton - 1950 Wilkes-Barre - 1951 Scranton |  | - 1952 Triplets de Binghamton - 1953 Triplets de Binghamton - 1954 Albany - 1955 Allentown - 1956 Schenectady - 1957 Reading - 1958 Triplets de Binghamton - 1959 Springfield - 1960 Williamsport et Springfield² - 1961 Springfield - 1962 Elmira - 1963 Charleston - 1964 Elmira - 1965 Pittsfield - 1966 Elmira - 1967 Triplets de Binghamton - 1968 Reading - 1969 York - 1970 Waterbury - 1971 Elmira - 1972 West Haven - 1973 Reading - 1974 Thetford Mines - 1975 Bristol - 1976 West Haven - 1977 West Haven - 1978 Bristol - 1979 West Haven - 1980 Holyoke |  | - 1981 Bristol - 1982 West Haven - 1983 New Britain - 1984 Vermont - 1985 Vermont - 1986 Vermont - 1987 Senators de Harrisburg - 1988 Albany - 1989 Albany - 1990 London - 1991 Albany - 1992 Mets de Binghamton - 1993 Senators de Harrisburg - 1994 Mets de Binghamton - 1995 Reading - 1996 Senators de Harrisburg - 1997 Senators de Harrisburg - 1998 Senators de Harrisburg - 1999 Senators de Harrisburg - 2000 New Haven - 2001 Reading et New Britain³ - 2002 Norwich - 2003 Akron - 2004 New Hampshire - 2005 Akron - 2006 Portland - 2007 Trenton - 2008 Trenton - 2009 Akron |  | - 2010 Altoona - 2011 New Hampshire - 2012 Akron - 2013 Trenton - 2014 Mets de Binghamton - 2015 Bowie - 2016 Akron - 2017 Curve d'Altoona - 2018 Fisher Cats du New Hampshire - 2019 Thunder de Trenton - 2020 Saison annulée en raison de la pandémie de Covid-19 - 2021 RubberDucks d'Akron - 2022 Patriots de Somerset - 2023 SeaWolves d'Érié |

- ¹ les deux équipes terminent premières ex æquo de la saison régulière.
- ² finale annulée en raison de mauvaises conditions météorologiques.
- ³ finale annulée à la suite des attentats du 11 septembre à New York et Washington.